# Nagorno-Karabachski Obwód Autonomiczny
Nagorno-Karabachski Obwód Autonomiczny (ros. Нагорно-Карабахская автономная область, azer. Дағлыг Гарабағ Мухтар Вилајәти, orm. Լեռնային Ղարաբաղի Ինքնավար Մարզ) – obwód autonomiczny w Związku Radzieckim, istniejący w latach 1923–1991 i wchodzący w skład Azerbejdżańskiej Socjalistycznej Republiki Radzieckiej.
Nagorno-Karabachski OA został utworzony 7 lipca 1923 roku na rzadko zaludnionych, górskich obszarach Azerbejdżańskiej SRR, zamieszkanych głównie przez Ormian.
2 września 1991 roku władze N-KOA ogłosiły wystąpienie z Azerbejdżańskiej SRR i utworzenie Republiki Górskiego Karabachu, z kolei 23 listopada 1991 roku Rada Najwyższa Azerbejdżańskiej SRR przyjęła postanowienie o likwidacji Obwodu. Sąd Najwyższy istniejącego jeszcze wówczas Związku Radzieckiego uznał jednak, iż decyzja ta nie wywołuje skutków prawnych.
W konsekwencji tych sporów doszło do wojny między secesjonistami (popieranymi przez Armenię) a wojskami azerskimi i w jej wyniku obecnie obszar dawnego obwodu był do 2023 de facto niepodległym, ale nieuznawanym państwem.
 Informacje nt. położenia, gospodarki, historii, ludności itd. Nagorno-Karabachskiego Obwodu Autonomicznego znajdują się w: artykule poświęconym Republice Górskiego Karabachu.